# 30-sai no Hoken Taiiku
30-sai no Hoken Taiiku (яп. 30歳の保健体育 Сандзюссай но хокэн тайику, «Половое и нравственное воспитание для 30-летних») — японская серия путеводителей, написанная Мацубой и опубликованная Ichijinsha. Рассчитана на мужчин за 30 лет, у которых не было романтических или сексуальных отношений с женщинами.  Манга-адаптация Рикако Иномото начала издаваться в журнале Comic Rex в ноябрьско-декабрьском выпуске 2010 года. В 2011 году книги были адаптированы в аниме-сериал, снятый студией Gathering и транслировавшийся в Японии телеканалах BS11 и Tokyo Metropolitan Television с апреля по июнь 2011 года.

## Медиа

### Путеводители
Серия для тридцатилетних:
| № | Название | Дата публикации     | ISBN                   |
| - | --- | ------------------- | ---------------------- |
| 1 | 30-sai no Hoken Taiiku (яп. 30歳の保健体育 Сандзюссай но хокэн тайику, «Половое и нравственное воспитание для 30-летних»)                                                                                               | 5 декабря 2008 года | ISBN 978-4-7580-1123-5 |
| 2 | 30-sai no Hoken Taiiku:Koi no Hajimari Hen (яп. 30歳の保健体育〜恋のはじまり編〜 Сандзюссай но хокэн тайику ~Кой но хадзимари но хэн, «Половое и нравственное воспитание для 30-летних: Глава о влюблённости»)          | 5 августа 2009 года | ISBN 978-4-7580-1149-5 |
| 3 | 30-sai no Hoken Taiiku:Koi no Doryoku Hen (яп. 30歳の保健体育 恋の努力編 Сандзюссай но хокэн тайику Кой но дорёку хэн, «Половое и нравственное воспитание для 30-летних: Глава об усилиях на пути к любви»)             | 5 апреля 2010 года  | ISBN 978-4-7580-1169-3 |
| 4 | 30-sai no Hoken Taiiku:Yoru no Ren'ai Hen (яп. 30歳の保健体育 夜の恋愛編 Сандзюссай но хокэн тайику Ёру но рэнъай хэн, «Половое и нравственное воспитание для 30-летних: Глава о ночи любви»)                           | 1 июля 2011 года    | ISBN 978-4-7580-1219-5 |
| 5 | 30-Sai no Hoken Taiiku:Koi no Mitsuke kata hen (яп. 30歳の保健体育 恋のみつけかた編 Сандзюссай но хокэн тайику Кой но мицукэката хэн, «Половое и нравственное воспитание для 30-летних: Глава о способах поиска любви») | 5 августа 2013 года | ISBN 978-4-7580-1328-4 |

Серия для сорокалетних:
| № | Название | Дата публикации  | ISBN                   |
| - | --- | ---------------- | ---------------------- |
| 1 | 40-Sai no hoken taiiku (яп. 40歳の保健体育 Ёндзюссай но хокэн тайику, «Половое и нравственное воспитание для 40-летних») | 1 июля 2018 года | ISBN 978-4-7580-1602-5 |

### Манга

#### Опубликовано REX Comics (издательство Ichijinsha)
| № | Название                                    | Дата публикации     | ISBN                   |
| - | ------------------------------------------- | ------------------- | ---------------------- |
| 1 | 30-Sai no hoken taiiku (яп. 30歳の保健体育) | 26 марта 2011 года  | ISBN 978-4-7580-6243-5 |
| 2 | 30-Sai no hoken taiiku (яп. 30歳の保健体育) | 26 ноября 2011 года | ISBN 978-4-7580-6291-6 |

### Аниме
Аниме-сериал транслировался на телеканалах Tokyo MX, BS11 и AT-X с апреля по июнь 2011 года в 15-минутных сегментах.

#### Сюжет
Хаяо Имагава — девственник, который никогда не имел романтических отношений. Поздно ночью, перед тем, как ему исполнилось 30 лет, перед ним появляется бог любви по имени Дайгоро. Сначала Хаяо прогнал его, потому что он был подозрительным и мешал ему, но Дайгоро сказал, что не сможет вернуться домой, пока Хаяо не потеряет девственность. Имагава пытается найти девушку, прислушиваясь к советам Дайгоро и его младшего брата Макарона, который появляется позже, но сможет ли Хаяо потерять девственность?

#### Персонажи
Хаяо Имагава (яп. 今河 駿 Имагава ХАяо)
Сэйю: Хиро Симоно
30-летний служащий, не имеющий сексуального опыта. Из-за отсутствия личных навыков он вынужден использовать надувную куклу, чтобы снять сексуальное напряжение. Хаяо — цель миссии богов любви Дайгоро и Макарона.
Нацу Андо (яп. 安藤 なつ Андо: Нацу)
Сэйю: Каори Надзука
Библиотекарь тридцати лет, девственница. Робкая, отгороживается от других. С Нацу, как и с Хаяо, живут боги, которые помогают ей наладить отношения. Впервые встретив Хаяо, она отвергает его из страха, но с помощью Пи-тян и решимости Хаяо преодолевает свой страх и начинает испытывать к нему романтическое влечение.
Дайгоро (яп. 大五郎 Дайгоро:)
Сэйю: Рётаро Окиаю
Бог любви, посланный с небес, чтобы помочь Хаяо познакомиться с женщинами и лишиться девственности. Некоторые из его методов немного нестандартны. Обычно он одет в длинное старомодное зелёное пальто и белые бриджи.
Макарон (яп. マカロン)
Сэйю: Юи Ватанабэ
Младший брат Дайгоро. Его обычная одежда такая же, как и у брата, хотя он носит не длинное пальто, а жилетку. Любит выпить и наряжаться в женскую одежду, поэтому его часто используют в качестве тренировочной куклы для обучения Хаяо.
Пи-тян (яп. ぴぃちゃん Пи:-тян) и Ку-тян (яп. くぅちゃん Ку:-тян)
Сэйю: Эри Китамура
Пи-тян и её сестра-близнец Ку-тян — богини любви, посланные с небес, чтобы помочь Нацу построить отношения, влюбиться и потерять девственность. Они одеваются по моде готическая лолита; Пи-тян — более умная и инициативная из сестёр. Однажды поссорилась с Дайгоро, так как он любил задирать её юбку в начальной школе, но влюблена в него.
Ку-тян любит есть, пить странные и часто очень острые вещи, такие как перцовка и табаско. Она помогает сестре, но большую часть времени кажется очень глупой и усложняет ей жизнь. Когда же она «делает» что-то по собственной инициативе, то оказывается намного эффективнее своей сестры.

#### Список эпизодов
| Номер | Название                                                                                 | Дата трансляции   |
| ----- | ---------------------------------------------------------------------------------------- | ----------------- |
| 01    | «Первый секс» «Хадзимэтэ но сэккусу» (ориг..: はじめてのセックス)                        | 7 апреля 2011 г.  |
| 02    | «Первый французский поцелуй» «Хадзимэтэ но ди:пу кису» (ориг..: はじめてのディープキス)  | 14 апреля 2011 г. |
| 03    | «Впервые в мужском туалете» «Хадзимэтэ но данси тоирэ» (ориг..: はじめての男子トイレ)    | 21 апреля 2011 г. |
| 04    | «Первая Мисс Болгария» «Хадзимэтэ но мису Буругариа» (ориг..: はじめてのミスブルガリア)  | 28 апреля 2011 г. |
| 05    | «Первое личное видео» «Хадзимэтэ но косицу бидэо» (ориг..: はじめての個室ビデオ)         | 5 мая 2011 г.     |
| 06    | «Впервые в позе наездницы» «Хадзимэтэ но кидзё:и» (ориг..: はじめての騎上位)             | 12 мая 2011 г.    |
| 07    | «Первый розовый вибратор» «Хадзимэтэ но пинку ро:та:» (ориг..: はじめてのピンクローター) | 19 мая 2011 г.    |
| 08    | «Первый додзинси» «Хадзимэтэ но до:дзинси» (ориг..: はじめての同人誌)                    | 26 мая 2011 г.    |
| 09    | «Первый отель любви» «Хадзимэтэ но рабу хотэру» (ориг..: はじめてのラブホテル)           | 2 июня 2011 г.    |
| 10    | «Первая интрижка» «Хадзимэтэ но уваки» (ориг..: はじめての浮気)                          | 9 июня 2011 г.    |
| 11    | «Первая мастурбация» «Хадзимэтэ но онани:» (ориг..: はじめてのオナニー)                  | 16 июня 2011 г.   |
| 12    | «Первый презерватив» «Хадзимэтэ но кондо:му» (ориг..: はじめてのコンドーム)              | 23 июня 2011 г.   |

## Критика
Цензура в аниме-сериале на телевидении была оценена «Japanator» как чрезмерная, вплоть до того, что цензуре подвергались не только сексуальные гэги, но и текст и название сегмента.